# Sydamerikanska mästerskapet i fotboll 1959 (Argentina)
Sydamerikanska mästerskapet i fotboll 1959 spelades i Buenos Aires, Argentina från 7 mars till 4 april, och vanns av värdnationen och de regerade mästarna Argentina. Detta var det första mästerskapet detta år, följt av mästerskapet i Ecuador som spelades i december.
Pelé från Brasilien vann skytteligan med 8 gjorda mål.

## Anläggningar
Samtliga matcher spelades i Buenos Aires, på Estadio Monumental.

## Domare
- Luis Ventre (Argentina)
- Alberto da Gama Malcher (Brasilien)
- Carlos Robles (Chile)
- Isidro Ramírez (Paraguay)
- Alberto Tejada (Peru)
- Washington Rodríguez (Uruguay)

## Matcher
| Nr | Lag       | S | V | O | F | GM | IM | MS  | P  |
| -- | --------- | - | - | - | - | -- | -- | --- | -- |
| 1  | Argentina | 6 | 5 | 1 | 0 | 19 | 5  | +14 | 11 |
| 2  | Brasilien | 6 | 4 | 2 | 0 | 17 | 7  | +10 | 10 |
| 3  | Paraguay  | 6 | 3 | 0 | 3 | 12 | 12 | 0   | 6  |
| 4  | Peru      | 6 | 1 | 3 | 2 | 10 | 11 | −1  | 5  |
| 5  | Chile     | 6 | 2 | 1 | 3 | 9  | 14 | −5  | 5  |
| 6  | Uruguay   | 6 | 2 | 0 | 4 | 15 | 14 | +1  | 4  |
| 7  | Bolivia   | 6 | 0 | 1 | 5 | 4  | 23 | −19 | 1  |

|  | 7 mars | Argentina                                              | 6 – 1   | Chile          | Estadio Monumental                                    |                                                       |
|  |        | Manfredini 5′, 50′ Callá 7′ Pizzuti 17′, 39′ Belén 75′ | (4 – 1) | L. Alvarez 25′ | Publik: 70 000 Domare: Washington Rodríguez (Uruguay) | Publik: 70 000 Domare: Washington Rodríguez (Uruguay) |
|  |        |                                                        |         |                | Publik: 70 000 Domare: Washington Rodríguez (Uruguay) | Publik: 70 000 Domare: Washington Rodríguez (Uruguay) |
|  |        |                                                        |         |                | Publik: 70 000 Domare: Washington Rodríguez (Uruguay) | Publik: 70 000 Domare: Washington Rodríguez (Uruguay) |

|  | 8 mars | Uruguay                                                                     | 7 – 0   | Bolivia | Estadio Monumental                                         |                                                            |
|  |        | Sasía 5′ Escalada 12′ Guaglianone 17′ Borges 60′, 65′ Douksas 69′ Pérez 89′ | (3 – 0) |         | Publik: 35 000 Domare: Alberto da Gama Malcher (Brasilien) | Publik: 35 000 Domare: Alberto da Gama Malcher (Brasilien) |
|  |        |                                                                             |         |         | Publik: 35 000 Domare: Alberto da Gama Malcher (Brasilien) | Publik: 35 000 Domare: Alberto da Gama Malcher (Brasilien) |
|  |        |                                                                             |         |         | Publik: 35 000 Domare: Alberto da Gama Malcher (Brasilien) | Publik: 35 000 Domare: Alberto da Gama Malcher (Brasilien) |

|  | 10 mars | Brasilien         | 2 – 2   | Peru               | Estadio Monumental                           |                                              |
|  |         | Didí 24′ Pelé 48′ | (1 – 0) | Seminario 59′, 77′ | Publik: 45 000 Domare: Carlos Robles (Chile) | Publik: 45 000 Domare: Carlos Robles (Chile) |
|  |         |                   |         |                    | Publik: 45 000 Domare: Carlos Robles (Chile) | Publik: 45 000 Domare: Carlos Robles (Chile) |
|  |         |                   |         |                    | Publik: 45 000 Domare: Carlos Robles (Chile) | Publik: 45 000 Domare: Carlos Robles (Chile) |

|  | 11 mars | Paraguay       | 2 – 1   | Chile                 | Estadio Monumental                             |                                                |
|  |         | Aveiro 8′, 14′ | (2 – 1) | L. Sánchez 34′ (str.) | Publik: 45 000 Domare: Luis Ventre (Argentina) | Publik: 45 000 Domare: Luis Ventre (Argentina) |
|  |         |                |         |                       | Publik: 45 000 Domare: Luis Ventre (Argentina) | Publik: 45 000 Domare: Luis Ventre (Argentina) |
|  |         |                |         |                       | Publik: 45 000 Domare: Luis Ventre (Argentina) | Publik: 45 000 Domare: Luis Ventre (Argentina) |

|  | 11 mars | Argentina             | 2 – 0   | Bolivia | Estadio Monumental                           |                                              |
|  |         | Corbatta 2′ Callá 79′ | (1 – 0) |         | Publik: 45 000 Domare: Carlos Robles (Chile) | Publik: 45 000 Domare: Carlos Robles (Chile) |
|  |         |                       |         |         | Publik: 45 000 Domare: Carlos Robles (Chile) | Publik: 45 000 Domare: Carlos Robles (Chile) |
|  |         |                       |         |         | Publik: 45 000 Domare: Carlos Robles (Chile) | Publik: 45 000 Domare: Carlos Robles (Chile) |

|  | 14 mars | Peru                              | 5 – 3   | Uruguay                          | Estadio Monumental                           |                                              |
|  |         | Loayza 4′, 27′, 42′ Joya 29′, 79′ | (4 – 2) | Demarco 2′ Douksas 31′ Sasía 81′ | Publik: 40 000 Domare: Carlos Robles (Chile) | Publik: 40 000 Domare: Carlos Robles (Chile) |
|  |         |                                   |         |                                  | Publik: 40 000 Domare: Carlos Robles (Chile) | Publik: 40 000 Domare: Carlos Robles (Chile) |
|  |         |                                   |         |                                  | Publik: 40 000 Domare: Carlos Robles (Chile) | Publik: 40 000 Domare: Carlos Robles (Chile) |

|  | 15 mars | Paraguay                                   | 5 – 0   | Bolivia | Estadio Monumental                                         |                                                            |
|  |         | Ré 1′, 21′, 50′ I. Sanabria 11′ Aveiro 51′ | (3 – 0) |         | Publik: 40 000 Domare: Alberto da Gama Malcher (Brasilien) | Publik: 40 000 Domare: Alberto da Gama Malcher (Brasilien) |
|  |         |                                            |         |         | Publik: 40 000 Domare: Alberto da Gama Malcher (Brasilien) | Publik: 40 000 Domare: Alberto da Gama Malcher (Brasilien) |
|  |         |                                            |         |         | Publik: 40 000 Domare: Alberto da Gama Malcher (Brasilien) | Publik: 40 000 Domare: Alberto da Gama Malcher (Brasilien) |

|  | 15 mars | Brasilien              | 3 – 0   | Chile | Estadio Monumental                           |                                              |
|  |         | Pelé 43′, 45′ Didí 89′ | (2 – 0) |       | Publik: 40 000 Domare: Alberto Tejada (Peru) | Publik: 40 000 Domare: Alberto Tejada (Peru) |
|  |         |                        |         |       | Publik: 40 000 Domare: Alberto Tejada (Peru) | Publik: 40 000 Domare: Alberto Tejada (Peru) |
|  |         |                        |         |       | Publik: 40 000 Domare: Alberto Tejada (Peru) | Publik: 40 000 Domare: Alberto Tejada (Peru) |

|  | 18 mars | Uruguay                          | 3 – 1   | Paraguay   | Estadio Monumental                           |                                              |
|  |         | Demarco 2′ Douksas 37′ Sasía 85′ | (2 – 0) | Aveiro 77′ | Publik: 70 000 Domare: Carlos Robles (Chile) | Publik: 70 000 Domare: Carlos Robles (Chile) |
|  |         |                                  |         |            | Publik: 70 000 Domare: Carlos Robles (Chile) | Publik: 70 000 Domare: Carlos Robles (Chile) |
|  |         |                                  |         |            | Publik: 70 000 Domare: Carlos Robles (Chile) | Publik: 70 000 Domare: Carlos Robles (Chile) |

|  | 18 mars | Argentina                                      | 3 – 1   | Peru       | Estadio Monumental                                         |                                                            |
|  |         | Corbatta 18′ (str.) Sosa 42′ Benítez 78′ (csc) | (2 – 0) | Loayza 51′ | Publik: 70 000 Domare: Alberto da Gama Malcher (Brasilien) | Publik: 70 000 Domare: Alberto da Gama Malcher (Brasilien) |
|  |         |                                                |         |            | Publik: 70 000 Domare: Alberto da Gama Malcher (Brasilien) | Publik: 70 000 Domare: Alberto da Gama Malcher (Brasilien) |
|  |         |                                                |         |            | Publik: 70 000 Domare: Alberto da Gama Malcher (Brasilien) | Publik: 70 000 Domare: Alberto da Gama Malcher (Brasilien) |

|  | 21 mars | Brasilien                                 | 4 – 2   | Bolivia              | Estadio Monumental                             |                                                |
|  |         | Pelé 16′ Paulo Valentim 18′, 26′ Didí 89′ | (3 – 2) | Alcón 12′ García 22′ | Publik: 25 000 Domare: Luis Ventre (Argentina) | Publik: 25 000 Domare: Luis Ventre (Argentina) |
|  |         |                                           |         |                      | Publik: 25 000 Domare: Luis Ventre (Argentina) | Publik: 25 000 Domare: Luis Ventre (Argentina) |
|  |         |                                           |         |                      | Publik: 25 000 Domare: Luis Ventre (Argentina) | Publik: 25 000 Domare: Luis Ventre (Argentina) |

|  | 21 mars | Chile     | 1 – 1   | Peru       | Estadio Monumental                                    |                                                       |
|  |         | Tobar 77′ | (0 – 1) | Loayza 12′ | Publik: 50 000 Domare: Washington Rodríguez (Uruguay) | Publik: 50 000 Domare: Washington Rodríguez (Uruguay) |
|  |         |           |         |            | Publik: 50 000 Domare: Washington Rodríguez (Uruguay) | Publik: 50 000 Domare: Washington Rodríguez (Uruguay) |
|  |         |           |         |            | Publik: 50 000 Domare: Washington Rodríguez (Uruguay) | Publik: 50 000 Domare: Washington Rodríguez (Uruguay) |

|  | 22 mars | Argentina                     | 3 – 1   | Paraguay   | Estadio Monumental                           |                                              |
|  |         | Corbatta 15′ Sosa 63′ Cap 69′ | (1 – 1) | Parodi 36′ | Publik: 50 000 Domare: Carlos Robles (Chile) | Publik: 50 000 Domare: Carlos Robles (Chile) |
|  |         |                               |         |            | Publik: 50 000 Domare: Carlos Robles (Chile) | Publik: 50 000 Domare: Carlos Robles (Chile) |
|  |         |                               |         |            | Publik: 50 000 Domare: Carlos Robles (Chile) | Publik: 50 000 Domare: Carlos Robles (Chile) |

|  | 26 mars | Chile                                           | 5 – 2   | Bolivia          | Estadio Monumental                             |                                                |
|  |         | M. Soto 7′, 42′ J. Soto 17′, 51′ L. Sánchez 89′ | (3 – 1) | Alcócer 25′, 76′ | Publik: 70 000 Domare: Luis Ventre (Argentina) | Publik: 70 000 Domare: Luis Ventre (Argentina) |
|  |         |                                                 |         |                  | Publik: 70 000 Domare: Luis Ventre (Argentina) | Publik: 70 000 Domare: Luis Ventre (Argentina) |
|  |         |                                                 |         |                  | Publik: 70 000 Domare: Luis Ventre (Argentina) | Publik: 70 000 Domare: Luis Ventre (Argentina) |

|  | 26 mars | Brasilien                    | 3 – 1   | Uruguay      | Estadio Monumental                           |                                              |
|  |         | Paulo Valentim 62′, 80′, 89′ | (0 – 1) | Escalada 36′ | Publik: 70 000 Domare: Carlos Robles (Chile) | Publik: 70 000 Domare: Carlos Robles (Chile) |
|  |         |                              |         |              | Publik: 70 000 Domare: Carlos Robles (Chile) | Publik: 70 000 Domare: Carlos Robles (Chile) |
|  |         |                              |         |              | Publik: 70 000 Domare: Carlos Robles (Chile) | Publik: 70 000 Domare: Carlos Robles (Chile) |

|  | 29 mars | Peru | 0 – 0 | Bolivia | Estadio Monumental                                    |  |
|  |         |      |       |         | Publik: 40 000 Domare: Washington Rodríguez (Uruguay) |  |
|  |         |      |       |         |                                                       |  |
|  |         |      |       |         |                                                       |  |

|  | 29 mars | Brasilien                         | 4 – 1   | Paraguay  | Estadio Monumental                           |                                              |
|  |         | Pelé 25′, 60′, 63′ Chinesinho 35′ | (2 – 1) | Parodi 4′ | Publik: 40 000 Domare: Carlos Robles (Chile) | Publik: 40 000 Domare: Carlos Robles (Chile) |
|  |         |                                   |         |           | Publik: 40 000 Domare: Carlos Robles (Chile) | Publik: 40 000 Domare: Carlos Robles (Chile) |
|  |         |                                   |         |           | Publik: 40 000 Domare: Carlos Robles (Chile) | Publik: 40 000 Domare: Carlos Robles (Chile) |

|  | 30 mars | Argentina                    | 4 – 1   | Uruguay     | Estadio Monumental                               |                                                  |
|  |         | Belén 15′, 60′ Sosa 55′, 80′ | (1 – 0) | Demarco 85′ | Publik: 80 000 Domare: Isidro Ramírez (Paraguay) | Publik: 80 000 Domare: Isidro Ramírez (Paraguay) |
|  |         |                              |         |             | Publik: 80 000 Domare: Isidro Ramírez (Paraguay) | Publik: 80 000 Domare: Isidro Ramírez (Paraguay) |
|  |         |                              |         |             | Publik: 80 000 Domare: Isidro Ramírez (Paraguay) | Publik: 80 000 Domare: Isidro Ramírez (Paraguay) |

|  | 2 april | Paraguay        | 2 – 1   | Peru              | Estadio Monumental                                        |                                                           |
|  |         | Aveiro 32′, 68′ | (1 – 0) | Gómez Sánchez 51′ | Publik: 5 000 Domare: Alberto da Gama Malcher (Brasilien) | Publik: 5 000 Domare: Alberto da Gama Malcher (Brasilien) |
|  |         |                 |         |                   | Publik: 5 000 Domare: Alberto da Gama Malcher (Brasilien) | Publik: 5 000 Domare: Alberto da Gama Malcher (Brasilien) |
|  |         |                 |         |                   | Publik: 5 000 Domare: Alberto da Gama Malcher (Brasilien) | Publik: 5 000 Domare: Alberto da Gama Malcher (Brasilien) |

|  | 2 april | Chile      | 1 – 0   | Uruguay | Estadio Monumental                          |                                             |
|  |         | Moreno 88′ | (0 – 0) |         | Publik: 5 000 Domare: Alberto Tejada (Peru) | Publik: 5 000 Domare: Alberto Tejada (Peru) |
|  |         |            |         |         | Publik: 5 000 Domare: Alberto Tejada (Peru) | Publik: 5 000 Domare: Alberto Tejada (Peru) |
|  |         |            |         |         | Publik: 5 000 Domare: Alberto Tejada (Peru) | Publik: 5 000 Domare: Alberto Tejada (Peru) |

|  | 4 april | Argentina   | 1 – 1   | Brasilien | Estadio Monumental                           |                                              |
|  |         | Pizzuti 40′ | (1 – 0) | Pelé 58′  | Publik: 85 000 Domare: Carlos Robles (Chile) | Publik: 85 000 Domare: Carlos Robles (Chile) |
|  |         |             |         |           | Publik: 85 000 Domare: Carlos Robles (Chile) | Publik: 85 000 Domare: Carlos Robles (Chile) |
|  |         |             |         |           | Publik: 85 000 Domare: Carlos Robles (Chile) | Publik: 85 000 Domare: Carlos Robles (Chile) |

## Målskyttar
8 mål
- Pelé

6 mål
- José Raúl Aveiro

5 mål
- Paulo Valentim
- Miguel Angel Loayza